# JAG1
JAG1 (CD339) — мембранный белок, лиганд для рецептора Notch1, играет роль на ранних и поздних этапах гемопоэза. Мутации белка вызывают синдром Алажилля 1-го типа.

## Функция
JAG1 является лигандом для рецепторов группы Notch и опосредует сигнальный путь Notch. Взаимодействует с Notch1 и, видимо, с Notch2 и Notch3. Играет роль в определении пути клеточной дифференцировки в процессе гемопоэза. Белок также вовлечён на ранних и поздних этапах развития сердечно-сосудистой системы млекопитающих. Ингибирует дифференцировку миобластов. Усиливает ангиогенез, вызванный фактором роста фибробластов (in vitro). 

## Структура
JAG1 состоит из 1185 аминокислот, содержит единственный трансмембранный фрагмент. 

## Патология
Мутации белка JAG1 вызывают синдром Алажилля 1-го типа, наследственное аутосомное доминантное мультисистемное заболевание. Синдром характеризуется недостаточностью желчевыводящего протока и холестазом вместе с сердечными, скелетными и офтальмологическими нарушениями. Больные с синдромом Алажилля имеют характерные лицевые особенности. Реже наблюдаются нарушения почек и сосудистой системы. 
Нарушения гена JAG1 могут приводить к тетраде Фалло. В таком случае ребёнок рождается синюшным из-за недостаточной оксигенации крови и требует немедленного операционного вмешательства.

## См.также
- Кластер дифференцировки